# Al Harewood
Al Harewood (3. června 1923 Brooklyn, New York – 13. března 2014) byl americký jazzový bubeník a hudební pedagog. Narodil se barbadoským rodičům a v mládí se věnoval stepu. Byl členem skupiny J. J. Johnsona a později hrál s hudebníky, jako byli Carmen McRae, Stan Getz, Stanley Turrentine, Tošiko Akijoši, Dexter Gordon nebo Horace Parlan. V šedesátých letech pracoval jako studiový hudebník pro vydavatelství Blue Note Records. Zemřel v březnu 2014 ve věku devadesáti let.